# Château du Pérennou
 (novembre 2023).
La mise en forme du texte ne suit pas les recommandations de Wikipédia : il faut le « wikifier ».
Les points d'amélioration suivants sont les cas les plus fréquents :
- Les titres sont pré-formatés par le logiciel. Ils ne sont ni en capitales, ni en gras.
- Le texte ne doit pas être écrit en capitales (les noms de famille non plus), ni en gras, ni en italique, ni en « petit »…
- Le gras n'est utilisé que pour surligner le titre de l'article dans l'introduction, une seule fois.
- L'italique est rarement utilisé : mots en langue étrangère, titres d'œuvres, noms de bateaux, etc.
- Les citations ne sont pas en italique mais en corps de texte normal. Elles sont entourées par des guillemets français : « et ».
- Les listes à puces sont à éviter, des paragraphes rédigés étant largement préférés. Les tableaux sont à réserver à la présentation de données structurées (résultats, etc.).
- Les appels de note de bas de page (petits chiffres en exposant, introduits par l'outil «  Source ») sont à placer entre la fin de phrase et le point final[comme ça].
- Les liens internes (vers d'autres articles de Wikipédia) sont à choisir avec parcimonie. Créez des liens vers des articles approfondissant le sujet. Les termes génériques sans rapport avec le sujet sont à éviter, ainsi que les répétitions de liens vers un même terme.
- Les liens externes sont à placer uniquement dans une section « Liens externes », à la fin de l'article. Ces liens sont à choisir avec parcimonie suivant les règles définies. Si un lien sert de source à l'article, son insertion dans le texte est à faire par les notes de bas de page.
- La présentation des références doit suivre les conventions bibliographiques. Il est recommandé d'utiliser les modèles {{Ouvrage}}, {{Chapitre}}, {{Article}}, {{Lien web}} et/ou {{Bibliographie}}. Le mode d'édition visuel peut mettre en forme automatiquement les références.
- Insérer une infobox (cadre d'informations à droite) n'est pas obligatoire pour parachever la mise en page.

Pour une aide détaillée, merci de consulter Aide:Wikification.
Si vous pensez que ces points ont été résolus, vous pouvez retirer ce bandeau et améliorer la mise en forme d'un autre article.
Le château du Pérennou est un château situé à Plomelin (Finistère). Il tire son nom de l'ancien manoir qu'il a remplacé, et est ainsi lié à la seigneurie à laquelle il est rattaché par extension de l'ancienne famille régnante.

## Localisation
Le château est situé au lieu-dit du Pérennou, dans la commune de Plomelin, à proximité de Quimper.

## Histoire
Son histoire est riche et mouvementée, mêlant des époques distinctes et des styles architecturaux variés. Jusqu'à la Révolution française, il était un manoir classique avec des jardins à la française, mais il a été laissé à l'abandon pendant une décennie après cet événement. Cependant, avec l'arrivée des trois Marhallac'h, le manoir a subi des changements drastiques. La motte féodale et le pigeonnier ont disparu, laissant place à des jardins ouverts qui ont retrouvé leur pente naturelle vers l'Odet.
Après une première rénovation au début du XIXe siècle dans un style classique pour restaurer le manoir, une seconde rénovation à la fin du siècle a profondément transformé le château. Adoptant le style néo-gothique apprécié par les romantiques, le bâtiment s'est enrichi de quatre tours circulaires, d'un avant-corps, d'un donjon en encorbellement et d'une chapelle domestique. Ces ajouts, tels que des échauguettes et des tours crénelées, confèrent à l'ensemble une aura à la fois majestueuse et pittoresque, tout en conservant une cohérence dans le style romantique.

### Historique
Les travaux d'embellissement du Pérennou ont débuté en 1805, suivis en 1811 par des travaux de rénovation sur la maison du Pérennou (ou des Pérennou, le son [u] signifiant le pluriel en Breton). Cela a conduit à d'extraordinaires travaux sur la maison historique en 1819, au cours desquels les ruines romaines du Pérennou ont été découvertes en 1833. Le parc du Pérennou a été achevé 26 ans plus tard, en 1845. Par la suite, la maison a été successivement agrandie avec l'ajout d'une chapelle en 1864, puis la construction du château néo-gothique du Pérennou proprement dit en 1895.

## Le parc du Pérennou

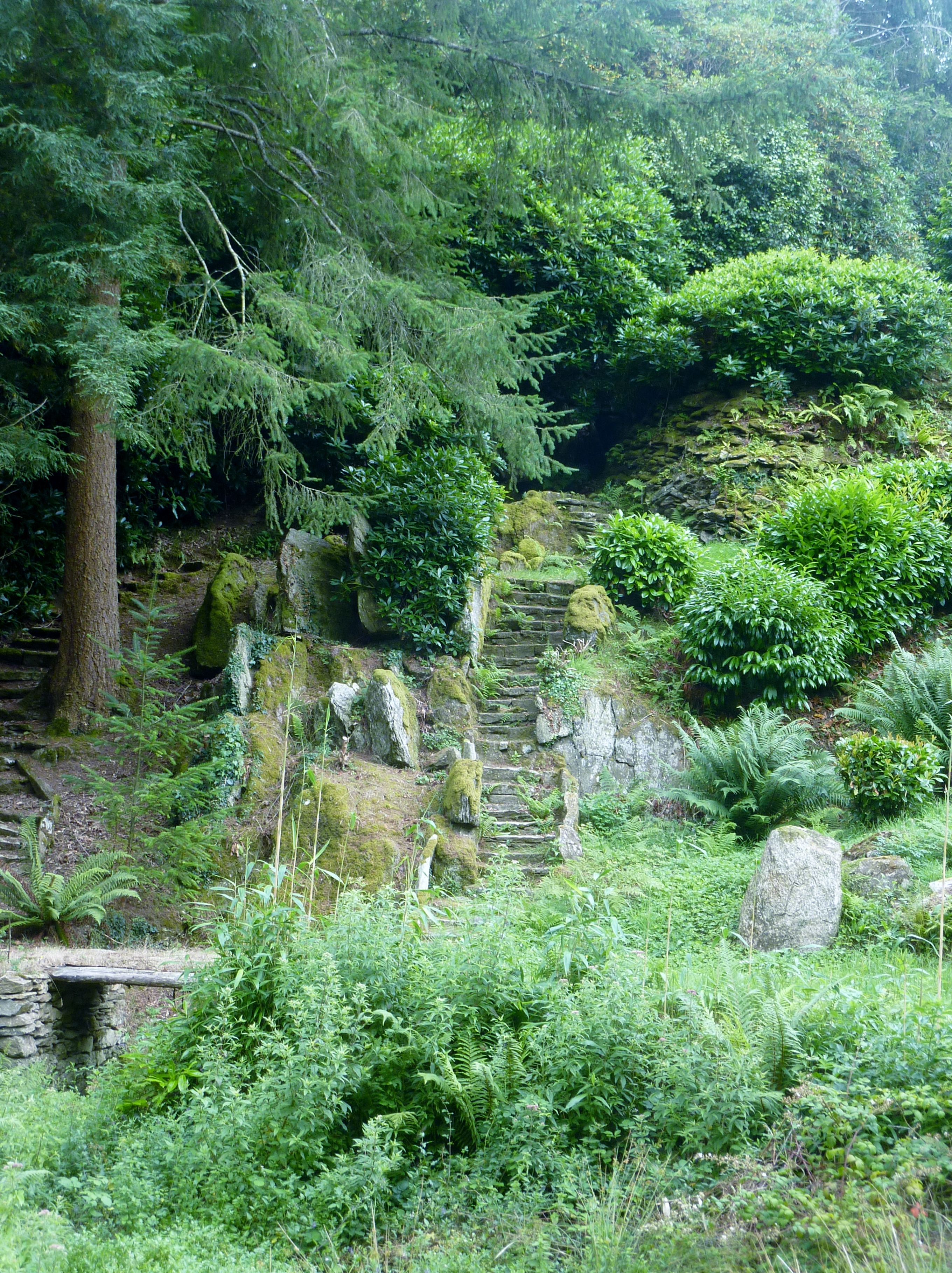
Parc du château du Perennou, vue partielle.

Les jardins du domaine du Pérennou sont tout aussi remarquables. Transformés à l'anglaise au début du XIXe siècle, ces jardins ont été chéris par les propriétaires successifs. La découverte des thermes gallo-romains sur le site a renforcé la volonté de préserver ces jardins. Le propriétaire actuel, M. de Broc, passionné et dévoué à son domaine, s'efforce de redonner à ces jardins la splendeur qu'ils méritent. Il y introduit des essences rares provenant des quatre coins du globe, telles que des séquoïas, des magnolias, des platanes d'Orient et des ginkgos.

## Les du Marhallac'h

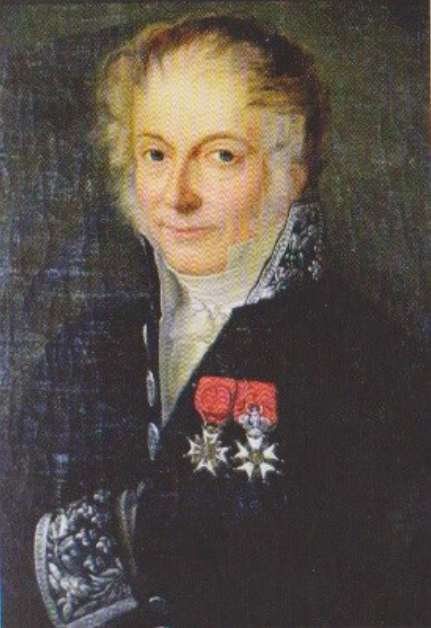
Jean-Félix du Marhallac'h avant 1825.

Le Pérennou a été la résidence de la famille du Marhallac'h à la fin de son existence, avec une implication notable des membres les plus actifs dans son évolution : Jean-Félix du Marhallac'h et son père, Jacques-Charles du Marhallac'h, ainsi que, plus-tard son fils Auguste du Marhallac'h. Le passage du Manoir du Marhallac'h de Plonéis à la Maison du Pérennou à Plomelin s'est effectué moyennant une somme d'argent importante. En effet, c'est en 1789 que Jacques-Charles du Marhallac'h acquit la maison de Pérennou et entama une révolution dans son organisation et son style dans le but d'en faire le château de sa famille. Cet objectif devint primordial, étant le seul bien que la famille parvint à préserver après la Révolution, contribuant à la survie de plusieurs membres décédant durant cette période sombre pour la noblesse bretonne et française.

## Seigneurie du Pérennou
La seigneurie tire son nom des arbres s'y trouvant, rares pour l'époque et particulièrement grands (Perennoù signifiant poiriers en breton). C'est cette particularité qui a été retenue pour la seigneurie dans l'usage courant ainsi que ses occupants initiaux. La seigneurie suivant Guillaume du Pérenno (autrement dit Pérennou,) partie à Berné, devenu sieur de Penvern est laissée un temps sans occupation franche, puis passe dans plusieurs familles avant d'arriver aux du Marhallac'h. On pourra y remarquer un temps des personnalités telles que René Mocam du Pérennou,, sénéchal de Quimper, un notable de Plomelin.